# Септември (стадион, Смолян)
Вижте пояснителната страница за други значения на Септември.
Стадион ”Септември” се намира в квартал ”Райково” в Смолян.
Капацитетът му е 6000 места. Разполага с трибуна, която е оборудвана с метални седалки. На него играят срещите си отборите на местния ПФК „Родопа“.
Стадионът е част от спортен комплекс с лекоатлетическа писта с дължина 446 метра и разположени в близост няколко тенис корта.